# Server Message Block

Server Message Block (SMB), ook bekend als Common Internet File System (CIFS), is het netwerkprotocol dat gebruikt wordt om in Microsoft Windows bestandsuitwisseling tussen meerdere computers mogelijk te maken.
De specificaties van SMB zijn door Microsoft vrijgegeven via het Microsoft MSDN Open Specifications Developer Center. Er is een opensourceproject "Samba" dat deze specificaties heeft gebruikt en op basis daarvan een implementatie aanbiedt die voornamelijk gebruikt wordt om Windowssystemen te koppelen met Unix-achtige systemen (zoals Linux). Het Unix-achtige systeem gedraagt zich op het computernetwerk voor de overige computers als fileserver.
In versie OS X 10.9 zal SMB2 gebruikt worden als vervanger voor het Apple Filing Protocol (AFP). Hierdoor kan de bestandsdeling tussen Mac en Windows zonder protocol-conversie (en daarmee effectiever) verlopen.
Omstreeks 12 mei 2017 werd een kwetsbaarheid in het SMBv1-protocol (versie 1) misbruikt voor een van de grootste ransomwareaanvallen in de geschiedenis.
SMBv1 geldt daarom als verouderd en is in de nieuwste upgrade van Windows uitgeschakeld. Dit kan problemen geven als er nog oudere apparaten in het netwerk zijn.